# Kanton Cajarc
Kanton Cajarc (francouzsky Canton de Cajarc) je francouzský kanton v departementu Lot v regionu Midi-Pyrénées. Tvoří ho 14 obcí.

## Obce kantonu
- Cadrieu
- Cajarc
- Carayac
- Frontenac
- Gréalou
- Larnagol
- Larroque-Toirac
- Marcilhac-sur-Célé
- Montbrun
- Puyjourdes
- Saint-Chels
- Saint-Jean-de-Laur
- Saint-Pierre-Toirac
- Saint-Sulpice